# Taxiphyllum alternans
Taxiphyllum alternans är en bladmossart som beskrevs av Iwatsuki 1963. Taxiphyllum alternans ingår i släktet Taxiphyllum och familjen Hypnaceae. Inga underarter finns listade i Catalogue of Life.